# Jean-Jacques Bouchard
Pour les articles homonymes, voir Bouchard.
Jean-Jacques Bouchard (30 octobre 1606, Paris - 27 août 1641, Rome) est un érudit et écrivain français proche de la Cour. On publia à la fin du XIXe siècle ses Mémoires, dans lesquelles on découvrit une vie de libertinage inconnue auparavant.

## Biographie
Né à Paris, il était le fils, très érudit et très savant, de Jean Bouchard, qui fut peut être apothicaire (selon Tallemant des Réaux) et sûrement secrétaire du Roi, et de Claude Merceron, parente de Ménage, d'une famille de magistrats récemment anoblis.
Il fit ses classes au collège de Calvy ou Petite Sorbonne, sur Saint-Jacques, jusqu'à l'âge de dix-huit ans. Il se fit ensuite recevoir docteur en droit civil et en droit canon, ce qui atteste des études suivies jusqu'à leur achèvement complet. 
A Paris, il se lia d'amitié avec Gassendi, La Mothe Le Vayer, les frères Dupuis, François Luillier, Gabriel Naudé, tous lettrés de haut vol et libertins.  Jusqu'à sa mort, il entretiendra une relation épistolaire suivie avec Grotius, Campanella, Mersenne, Galilée, Gassendi, Peiresc.
Il partit de Paris pour Rome en 1630, muni de lettres de recommandation de Dupuis et de Gassendi. Il s'arrêta à Aix et à Belgentier où il fut hébergé par le grand érudit provençal Peiresc. Il arriva à Rome au début de l'année 1631. Dans la ville papale, il bénéficia de la faveur du cardinal Barberini, savant et mécène : ce dernier lui confia le soin d'éditer les auteurs grecs "qui ont escrit en faveur de l'Eglise", il lui accorda la "part" dans sa Maison, et l'autorisa à porter la soutane : c'était là le signe de son affiliation à la Casa di Barberini. Signe d'une faveur particulière : Bouchard fut employé par le cardinal-patron comme "secrétaire pour les lettres latines". En janvier 1641, il fut élu clerc du Sacré Consistoire. Francesco Barberini lui ouvre sa bibliothèque et, privilège plus rare, la Vaticane, s'offre à le présenter en personne au Saint-Père, enfin l'introduit dans l'Académie des Humoristes.
Un soir, en sortant du palais Barberini, il fut attaqué et blessé grièvement (le commanditaire de l'attaque était le maréchal d'Estrées, ambassadeur de France auprès du pape). Bouchard mourut quelques mois plus tard des conséquences de cette agression. Tallemant de Réaux, dans ses Historiettes, écrit que "ce pauvre Bouchard, qui se faisoit appeler de Fontenai de Saint-Geneviève, marchanda tous les petits évêchés d'Italie l'un après l'autre, et ne fut pourtant jamais prélat. Il eut des coups de bâton pour s'être mêlé de dire quelque chose contre le maréchal d'Estrées, durant sa brouillerie avec le pape Urbain, et il mourut un an après. il était en réputation de grand bugiarone [bougre, dans le sens d'hérétique et d'homosexuel]".
Il y avait un envers à cette vie érudite et savante : comme l'écrit René Pintard, dans sa grande étude sur les libertins de la première moitié du XVIIe siècle:
"sous la sagesse, la persistance des vices anciens ; derrière les apparences studieuses, un esprit forcené d'intrigue ; au lieu de la piété, une mécréance qui ne consent pas à s'assoupir : il hante les églises, mais s'y intéresse surtout, derrière les piliers, au manège indécent des "bannis", ou va y contempler, avec un sourire narquois, les bénitiers où plongent, pour y rafraichir, des bouteilles. Il écoute attentivement les sermons, mais c'est pour y surprendre les faiblesses de prédicateurs. il n'omet la visite d'aucun couvent, mais quand il n'y rêve pas à la corruption des moines, c'est qu'il se glisse près de la grille, pour se faire remarquer des moinesses. A Rome, où le contrôle est sévère, on ne trouverait pas un catholique plus soigneux que lui d'observer les prescriptions d'abstinence, mais à Naples, où l'environne une foule plus superstitieuse qu'obéissante, il se flatte d'avoir mangé de la chair 'tout le quaresme sans licence'" .
De cette "seconde vie", secrète, de libre pensée et de libertinage (de mœurs comme d'idées), Jean-Jacques Bouchard a laissé un court et passionnant récit, Itinéraire de France à Rome, considéré comme un "amas de raffinements d'obscénités, qui sembleraient assez à leur place dans les imaginations de l'infâme marquis de Sade". Ce texte de vingt-six feuillets rédigé en 1631-1632, laissé à sa mort à Cassiano dal Pozzo, fut redécouvert en 1850 par Paulin Paris et publié par l'éditeur de livres érotiques Alcide Bonneau en 1881 sous le titre de Confessions. Le héros, Oreste, âgé de vingt-trois ans (il s'agit bien évidemment de Bouchard lui-même), est frappé d'impuissance. Pour tenter de se guérir, il essaie de séduire une jeune servante, Isabelle, sur laquelle il procédera à certaines expériences, notamment sur ses menstrues, "ce qui luy donna une telle espouvante, qu'elle tomba en pâmoison". Dans ce texte, il utilise l'alphabet grec pour tous les noms propres et les passages lestes. Ce texte, qui emploie le paradigme théâtral pour donner une forme à l’expérience sexuelle, a été rapproché des Mémoires de l’abbé de Choisy.
René Pintard écrit que dans les pages "où il exhibe sa vie cachée, on l'a comparé au Jean-Jacques Rousseau des Confessions ; lorsqu'il voyage, qu'il se promène, qu'il regarde les gens, ou qu'il songe, par la sûreté de son coup d'œil et par un rien d'attendrissement qu'il mêle à la raillerie, il fait songer à Stendhal".
On doit aussi à Bouchard une très intéressante relation de voyage de Rome à Naples en 1632. Ce texte contient de multiples détails sur l'état du royaume de Naples alors sous domination espagnole. Bouchard, esprit libre, observe le pays et les hommes et s'intéresse au passé comme au présent. Il voit tout, note tout ; il décrit les campagnes ravagées par la fièvre et la mauvaise administration, les villages habités par les serpents, les routes mal entretenues où l'on ne voyage qu'en troupe par crainte des voleurs ; les villes où l'on entre qu'avec des billets de santé de peur de la peste. Humaniste, archéologue, naturaliste, et avant tout curieux, Bouchard chemine avec Strabon et Pline, copie les inscriptions et mesure les monuments ; il assiste à Naples à la procession des mystères de la Passion, et à Rome à une représentation du saint Alexis dont il a laissé le programme imprimé.
La seule œuvre publiée de son vivant fut la traduction en français de la Conjuration de Fiesque, de Mascardi (publiée à Paris en 1639).

## Œuvres
- La Conjuration du comte de Fiesque, traduite de l'italien du Sgr Mascardi par le Sr de Fontenay Sainte-Geneviève et dédiée à Monseigneur l'Éminentissime Cardinal Duc de Richelieu, Paris, 1639
- La Storia del Mangio-sassi, Paris, 1641
- Les Confessions de Jean-Jacques Bouchard Parisien, suivies de son Voyage de Paris à Rome en 1630, publiées pour la première fois sur les Manuscrit de l'Auteur, Paris, Isidore Liseux, éditeur, rue Bonaparte, n°2, 1881. In 8, 260 pages.
- Journal I Les confessions ; Voyage de Paris à Rome ; Le carnaval à Rome, œuvres de Jean-Jacques Bouchard par Emanuele Kanceff, Turin, Giappichelli, 1976
- Journal II Voyage dans le royaume de Naples ; Voyage dans la campagne de Rome, œuvres de Jean-Jacques Bouchard par Emanuele Kanceff, Turin, Giappichelli, 1977
- Confessions, précédé de « Avez-vous lu Bouchard ? », par Patrick Mauriès, vignettes et portrait imaginaire de Pierre Skira, Paris, le Promeneur, 2003  (ISBN 2-07-076869-4)